# バラエティーざっくばらん
『バラエティーざっくばらん』は、1994年4月10日から1996年3月5日までNHK総合テレビジョンで放送されていたバラエティ番組である。

## 概要
NHK解説委員の平野次郎を司会に起用して、「ニュース」を題材にした時事ネタの漫才・コント・歌・ドラマを披露した。　

## 放送時間
- 番組開始から1994年9月18日 日曜日 0:00 - 0:29
- 1994年10月18日から番組終了 火曜日 22:00 - 22:29

## 出演者
- 司会
  - 平野次郎
- レギュラー
  - 十朱幸代
  - 松崎しげる
  - 小柳ルミ子
  - ハイヒール